# ランスフォード・スティーヴンズ・ミラー
ランスフォード・スティーヴンズ・ミラー（Ransford Stevens Miller, 1867年10月21日 - 1932年4月26日）は、アメリカ合衆国の外交官。

## 生涯
ニューヨーク州イサカにて誕生。イサカ高校を卒業。1888年にコーネル大学で学士号を取得。1888年から1890年までコーネル大学に勤務。1891年から1894年までYMCA国際委員会の日本部門で活動。
1895年2月5日より東京領事館で通訳官代行。1895年8月27日より国務省本省で通訳官。1906年7月24日より東京大使館で書記官兼通訳官。1909年8月31日より国務省極東部長。1912年9月13日から9月15日まで書記官兼全権公使として委任を受け、大統領および合衆国人民の代表たる特派大使として明治天皇の大喪の礼に参列。
1913年11月24日より京城総領事。1915年2月5日、布告により4級総領事に承認。1917年7月より10月まで国務省本省勤務。石井・ランシング協定の締結に関与。1918年1月より6月まで日本にて特別任務。1918年10月1日より国務省極東部長。1919年8月20日に3級総領事に再任。1919年9月5日より京城総領事。1924年7月1日に3級外交官に昇級。1925年12月17日に2級外交官に昇級。1929年12月20より国務省本省勤務。1930年7月24日より1級外交官に昇級。
1932年4月26日に心臓疾患により、ワシントンD.C.のガーフィールド病院で死去。遺灰は横浜外国人墓地に埋葬。